# Miratge
Un miratge és un fenomen òptic que consisteix a veure els objectes llunyans com si es reflectissin per sota d'aquests sobre un llac imaginari, anomenats miratges inferiors -força habituals en dies molt calorosos en zones seques i sovint es poden veure sobre l'asfalt de les carreteres-, o bé per sobre, com si l'objecte tingués un mirall al damunt i denominats en aquests casos, miratges superiors. Els miratges inferiors són els més comuns en distàncies no gaire grans i sobre terrenys fortament calents amb relació a l'aire circumdant. Els superiors, per contra, requereixen d'inversions tèrmiques, sovint es donen en circumstancies d'aire fred i requereixen de major transparència atmosfèrica per ser percebuts visualment; altrament resulten massa tènues. Quan els miratges ocorren sobre la superfície del mar hi ha tendència a anomenar-los fata morgana, tot i que una majoria d'autors especialitzats en descriure el fenomen es reserven la denominació només a formes de miratges més complexes composts per diferents superposicions d'imatges en els quals els miratges superiors estàn implicats. És un fenomen.

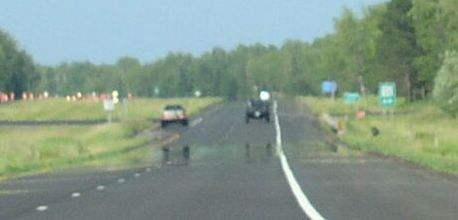
Miratge en una carretera

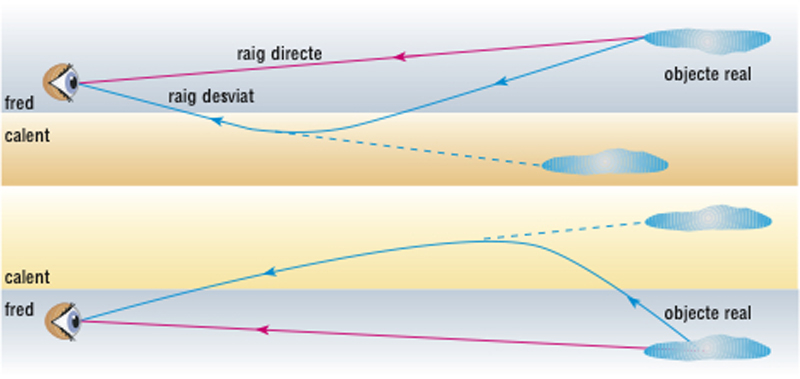
Miratge

## Mecanisme
En els deserts tropicals, quan l'aire entra en contacte amb el terra tòrrid, s'escalfa i la seva densitat varia de manera que, al contrari que usualment, l'aire fred es manté per sobre del més calent, aquest últim està escalfat per la radiació reflectida del terra. Això crea una densitat desigual en l'aire amb diversos índexs de refracció.
Per tant, un raig de llum reflectit per un objecte llunyà que va cap avall i en la direcció de l'observador, va experimentant refaccions successives en travessar les distintes capes d'aire. La seva inclinació cap al terra cada cop serà menor i en arribar a l'horitzontal, el raig pateix noves refraccions, encara que aquest cop cap a dalt. Així és com, després d'haver descrit una trajectòria corba de convexitat dirigida cap avall, arriba a l'ull de l'observador, que veu al terra (miratge inferior) una imatge poc nítida de l'objecte.
Ara bé, com altres rajos de procedència real també arriben directament a l'ull de l'observador, aquest té la impressió de veure a la vegada l'objecte (per exemple, una palmera en un desert) i al peu d'aquest, una segona imatge invertida, com si aquesta palmera es reflectís en una superfície líquida inexistent.
Així, en les hores més caloroses de l'estiu, la imatge del cel sembla venir de l'asfalt de la carretera calenta, i aquesta alhora sembla que estigui mullada.
Pot arribar a donar-se que la trajectòria dels rajos lluminosos sigui convexa cap amunt (miratge superior); per produir-se, un vaixell, muntanya, etc., sembla que flotin a l'atmosfera.